# Chiesa di San Sebastiano (Guardia Sanframondi)
La chiesa di San Sebastiano è un'architettura religiosa sita nel comune di Guardia Sanframondi.

## Storia
In origine semplice cappella, nacque come luogo di preghiera dei membri della Confraternita di Santa Maria della Pietà. Il patronato era dell'Universitas sino al 1535 quando i confratelli l'abbandonarono ed i "fabbricanti di suole" se ne appropriarono.
Nel 1597 mons. Savino scrive che la chiesa era stata da poco rifatta e abbellita e che era stata restaurata un'antica tavola raffigurante san Sebastiano, che era posta sull'altare maggiore.
Un ulteriore ampliamento avvenne nel 1640, quando venne sostituito il dipinto sull'altare maggiore.
La chiesa è stata ricostruita a seguito del terremoto del 5 giugno 1688 nelle forme attuali.

## Descrizione
L'esterno, semplice e privo di decorazioni, contrasta con l'interno, sfarzosamente rococò. 
L'unica navata ha quattro arcate per lati; nelle due mediane di ciascun lato sono siti gli altari della Fuga in Egitto, di san Michele, della Madonna della Neve e della Pietà, quest'ultimo in legno intagliato mentre gli altri e l'altare maggiore sono in marmi policromi intarsiati.
Nelle due arcate successive sono altri due dipinti raffiguranti san Girolamo e sant'Agnese.
Gli stucchi in tinta dorata sono stati eseguiti da Domenico Antonio Vaccaro nelle linee del rococò napoletano mentre la volta è stata affrescata da Paolo De Matteis, allievo di Luca Giordano.